# Laboratorios Vargas
Laboratorios Vargas es una empresa farmacéutica venezolana con base en Caracas. Forma parte del Grupo Vargas que posee otras farmacéuticas y empresas de cosméticos, deportes y turismo.
Sus orígenes se remontan a 1838 cuando abre sus puertas la Botica Central, propiedad del farmacéutico Wilhelm Sturup. En 1890 el también farmacéutico y nieto de Sturup, Guillermo Valentiner se hace socio de la Botica Central lo que hace que se transforme el negocio en una distribuidora farmacéutica llamada Droguería Nacional. Desde 1928 comenzó a representar a algunas empresas transnacionales para la comercialización de sus productos, pero durante la Segunda Guerra Mundial el gobierno de Eleazar López Contreras limitó las empresas de alemanes en Venezuela, por ello debió cerrar sus operaciones la compañía. En 1946 es establecida nuevamente pero con el nombre de Vargas S.A., en honor al médico y presidente venezolano José María Vargas.
En 1955 es fundado el actual Laboratorios Vargas encargado de la fabricación de los fármacos. Actualmente produce unos 100 productos propios, aunque alcanza los 950 productos fabricados si se incluyen los de compañías no venezolanas. 